# Prasophyllum obovatum
Prasophyllum obovatum är en orkidéart som beskrevs av Herman Montague Rucker Rupp. Prasophyllum obovatum ingår i släktet Prasophyllum och familjen orkidéer. Inga underarter finns listade i Catalogue of Life.